# Noirmont
Pour les articles homonymes, voir Noirmont (homonymie).
Noirmont est un ancien village constituant aujourd’hui une des deux parties du village belge de Cortil-Noirmont situé en Région wallonne dans la province du Brabant wallon.
Les villages de Noirmont et Cortil furent réunis le 1er mars 1822 par arrêté royal, pendant la période hollandaise.
Cortil-Noirmont fait partie de la commune de Chastre depuis les fusions de communes.
Noirmont est arrosé par l'Orne, un affluent de la Thyle.

## Patrimoine
- Les tumuli de Noirmont
- L'église Saint-Pierre de Noirmont (1780), Christ du XVIIe siècle.  L’église, dédiée à St-Pierre, est relativement récente puisqu'elle date de 1782. Elle fut restaurée en 1906 et 1926; la toiture du clocher fut réparée en avril 1988. C'est une petite église classique, assez massive, faite de briques et de pierres bleues qui encadrent les fenêtres géminées du XXe siècle et délimitent les angles du bâtiment ; tandis que le soubassement est constitué de moellons. Les vitraux actuels furent placés sous le sacerdoce du Père Goguin en 1991. Le clocher, peu élevé, est constitué d'une petite tour carrée, surmontée de la traditionnelle flèche. Le chevet est en demi-cercle. L'intérieur comporte une seule nef, aux angles arrondis et à voûte bombée, prolongée par le chœur en abside et précédée d'un porche surmonté de la tour ; on y remarque le berceau à lunette du jubé. Son mobilier est très simple: des fonts baptismaux très dépouillés en pierre bleue du XVIIIe siècle. Également, un petit Christ du XVIIe qui a toujours été conservé dans la sacristie. Enfin, faisant partie du patrimoine se trouvant actuellement à Wavre (musée), une petite Vierge de calvaire et un St-Pierre en bois polychrome qui seraient du XVIIe siècle.
- La chapelle Sainte-Adèle (restaurée en 1994)
- La chapelle Sainte-Brigitte, rue des Aviateurs.
- La ferme de la Tour, rue des Aviateurs.

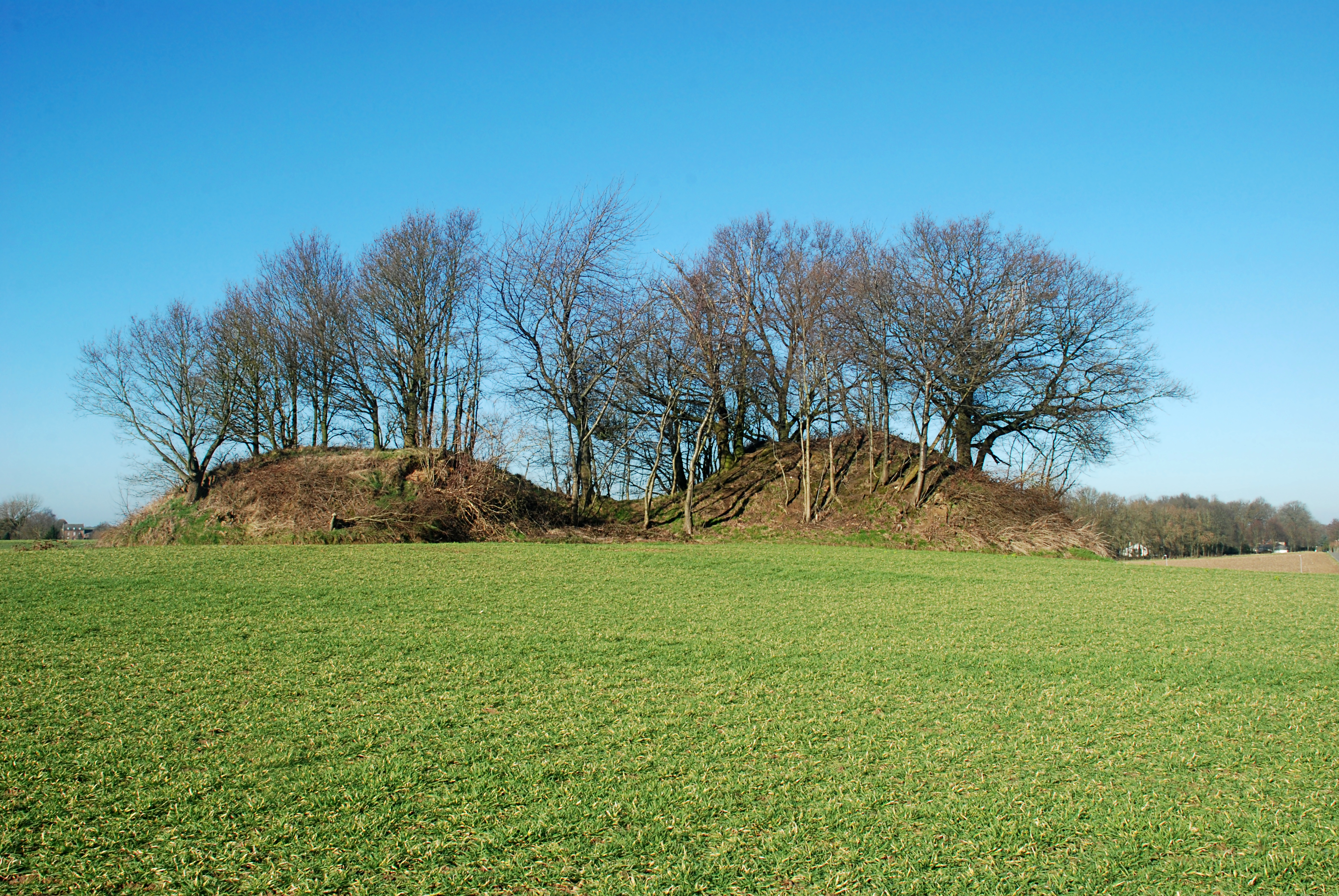
Les tumuli de Noirmont.

- La ferme Dewilde
- Le moulin de Cortil, rue du Bief.